# Divindade criadora
A divindade criadora é, segundo as concepções teológicas acerca da origem do mundo, o responsável pela criação do universo.
A figura da divindade criadora está presente em diversas religiões do mundo, tanto politeístas, quanto monoteístas. No monoteísmo, o Deus único é também, necessariamente a divindade criadora, enquanto nas tradições politeístas pode haver ou não divindade criadora. Diversas tradições distintas da monolatrias têm a figura de um criador secundário, a partir de um transcedente primário, identificando Deus como um criador primário.